# 5 para a Meia-Noite
5 Para a Meia-Noite é um programa de televisão português exibido desde 2009 e transmitido pela RTP1, tendo sido originalmente emitido na RTP2.

## História
O programa trata-se de um formato inovador na televisão portuguesa em que cinco apresentadores, um em cada dia da semana, recebem vários convidados num ambiente informal, para além de comentarem as notícias mais importantes da semana, sempre num tom humorístico, e apresentarem várias rubricas.
A primeira temporada estreou a 22 de junho de 2009, apresentada por Filomena Cautela às 2.ªs feiras, Fernando Alvim às 3.ªs feiras, Nilton às 4.ªs feiras, Pedro Fernandes às 5.ªs feiras e Luís Filipe Borges às 6.ªs feiras. Esta equipa e ordem de apresentadores manteve-se durante quatro temporadas, entre Junho de 2009 e Maio de 2011.
A 1 de agosto de 2011 foi para o ar a quinta temporada. Devido às saídas de Filomena Cautela e Fernando Alvim, o programa contou então com a entrada de duas novas apresentadoras: Carla Vasconcelos e Luísa Barbosa. Assim, a ordem de apresentação alterou-se ligeiramente: Carla Vasconcelos tomou conta das 2.ªs feiras, Luís Filipe Borges mudou-se para as 3.ªs, Nilton manteve-se às 4.ªs, Pedro Fernandes continuou às 5.ªs e Luísa Barbosa ocupou as 6.ªs. Esta temporada manteve-se no ar até Outubro de 2011.
Na 6.ª temporada, e após alguma especulação, o programa mudou-se da RTP2 para a RTP1. Com a mudança para a RTP1, houve um aumento do orçamento e, portanto, novas alterações surgiram na equipa de apresentadores. Desta vez, a Nilton, Pedro Fernandes e Luís Filipe Borges, os apresentadores veteranos, presentes desde a estreia do programa, juntaram-se Nuno Markl e José Pedro Vasconcelos, o que implicou a saída de Carla Vasconcelos e  Luísa Barbosa, que só tomaram conta de apresentação por uma série. A sexta temporada estreou a 9 de abril de 2012.
Apesar do nome, o programa não vai para o ar às "5 para a meia-noite". Várias vezes pelos apresentadores, o nome deve-se ao facto de serem cinco apresentadores, que vão "para o ar" por volta da meia noite.
O formato do programa prima pela interatividade com o público, que já lhe valeu um prémio nacional. Além de estar presente nas redes sociais, como o Facebook e o Twitter, o programa dispõe também de um live-chat onde os fãs podem interagir uns com os outros, fazer perguntas aos convidados, escrever frases que aparecem no rodapé no programa, escolher o local onde diariamente é colocada a webcam, entre outros.
Além disso, o programa é constituído por várias rubricas, ao estilo de cada apresentador, sendo que algumas delas se tornaram autênticos fenómenos de comédia tais como Eu Amo Você, Paga o que Deves, É Como Diz o Outro, Foste tu, não foste?, Pimenta na Língua, Speed-Battle, O agricultor indignado, entre outras.
Recebeu o prémio de "Melhor Talk Show" de 2010 no dia 12 de abril de 2011 na 2.ª Gala dos Troféus TV 7 Dias de Televisão. No dia 5 de julho de 2012, recebeu o Prémio Nacional Multimédia para a categoria "Entretenimento" da Associação Para a Promoção do Multimédia e da Sociedade Digital (APMP).
Em 2014, e com apenas 42 programas emitidos na nona temporada, a RTP acabou por terminar a temporada no dia 5 de setembro desse mesmo ano, justificando a decisão com a falta de verbas, embora a direção afirmasse que o programa regressaria já em janeiro do ano seguinte. Tal acabou por não ocorrer.
Com a mudança da administração da RTP ocorrida em 2015, e com uma nova direção no canal, a mesma acabou voltar a iniciar a transmissão do programa, dando início assim à décima temporada que acabou por iniciar no dia 6 de abril de 2015. Esta temporada acabou por finalizar no dia 30 de julho de 2016, mas já com intenção de ser renovada totalmente em setembro de 2016.
Já em setembro, na nova temporada, a décima primeira, a RTP1 decidiu mudar grande parte dos apresentadores anunciando a saída de Luís Filipe Borges, José Pedro Vasconcelos e Nuno Markl, apresentando assim os novos apresentadores, que já tinham sido anteriormente apresentadores do programa, neste caso, Fernando Alvim e Filomena Cautela, e anunciando também um estreante na apresentação deste formato, Rui Unas. Logo no primeiro programa desta temporada foi mostrado um novo cenário, totalmente oposto a nível de decoração ao anterior, desaparecendo objetos como o aquário ou a famosa “sala bagunçada”, e apresentando assim um cenário muito simplista, que acabou por revoltar em grande escala os espetadores e fãs do programa, que não se pouparam a mostrar o seu desagrado nas redes sociais, acabando por levar, inclusive a notícias em alguns jornais nacionais de referência. A RTP acabou por ceder à grande pressão gerada e acabou ao longo da temporada por aumentar a quantidade de objetos presentes no cenário.
Com uma pausa para o Natal, e passando para uma nova temporada, a décima segunda, o apresentador Pedro Fernandes acabou por ser afastado do programa devido à sua presença, também como apresentador, no programa The Big Picture, também no mesmo canal. Assim, foi introduzida uma outra apresentadora estreante neste programa, a Marta Crawford. Com o passar do tempo o programa sofreu grandes quedas nas audiências. A continuidade do programa na grelha da RTP1 acabou por ser posta de novo em causa, principalmente porque acabou por ocorrer episódios em que a audiência do programa foi de apenas 20 mil espetadores, número extremamente baixo quando comparado com episódios que tinham alcançado em tempos a barreira dos 300 mil espetadores. A temporada terminou no dia 8 de junho de 2016, de forma a dar lugar a um outro late-night talk show dedicado à presença da seleção de Portugal no Euro 2016, o A Culpa é do Ronaldo, que foi apresentado por um ex-apresentador do 5 Para a Meia-Noite, o Pedro Fernandes.
Após algumas grandes incertezas em relação à permanência do programa, e mesmo com a hipótese da sua extinção definitiva posta em cima da mesa, a direção da RTP1 decidiu mudar totalmente o rumo do programa. O programa que antes era caraterística da sua presença de segunda a sexta na grelha da RTP1, passou a ser um programa semanal, com a exibição às quintas-feiras. Acabou por ser nomeada a apresentadora Filomena Cautela com a ajuda de Inês Lopes Gonçalves. Também na nova temporada, acabou por ser apostado fortemente num novo cenário, totalmente decorado, ao estilo dos já velhos conhecidos cenários anteriores. As rubricas também acabaram por ser também totalmente refeitas, e inclusive o aumento da duração de cada programa, passando de 45 para 90 minutos. A temporada, neste caso a décima terceira, acabou por estrear no dia 20 de outubro de 2016. Com o passar do tempo, o programa acabou por bater diversos recordes, como a maior audiência do programa desde 2014, tendo sido visto por 304 000 espetadores no dia 22 de junho de 2017, e também por ter estado nas “bocas do mundo” devido ao sketch Portugal Second, visualizado milhões de vezes pelas mais diversas pessoas ao redor do mundo, tal como pode ser verificado nos diferentes idiomas presentes na caixa de comentários. A 16.ª temporada estreará em 2020.

## Spin-offs

### 5 Para a Uma
5 Para a Uma foi o primeiro spin-off em rádio do 5 Para a Meia-Noite, onde os cinco apresentadores se reuniam para comentar assuntos da actualidade, passar o feedback do público e contar alguns episódios da semana do programa. O programa era emitido aos sábados pelas 13h00, gravado, na Antena 3, e tinha a moderação de Joana Dias. O 5 Para a Uma estreou em janeiro de 2010, saiu do ar para dar lugar à festa de Nossa Senhora da Boa Viagem em 3 de outubro e retornou em 14 de novembro, saiu do ar em 29 de maio de 2011, e foi depois substituído por um novo formato rádio, o 5 Para o Meio-Dia.

### 5 Para o Meio-Dia
5 Para o Meio-Dia foi o segundo spin-off em rádio do 5 Para a Meia-Noite, onde os cinco apresentadores se reuniam para comentar assuntos da actualidade. O programa era gravado, sendo emitido aos sábados pelas 12h00, na Antena 3. O 5 Para o Meio-Dia estreou em junho de 2011, saiu do ar em 27 de novembro para dar lugar à festa de Nossa Senhora de Fátima, retornou em 16 de janeiro de 2012 e saiu do ar em 9 de julho de 2012. Este programa de rádio vem substituir o anterior formato, 5 Para a Uma.

### Fora do 5
Fora do 5 é o terceiro spin-off em rádio do 5 Para a Meia-Noite. António Raminhos, Luís Filipe Borges e Pedro Fernandes comentam assuntos da atualidade. Nesta versão, é habitual a presença de um ou mais convidados. O programa é emitido às sextas-feiras pelas 19h00, na Antena 3, horário ocupado anteriormente pelo programa Conversa de Raparigas.

### Sábado Para a Meia-Noite
Sábado Para a Meia-Noite é o quarto spin-off e o primeiro para televisão do 5 Para a Meia-Noite. Foi exibido aos sábados à noite, das 21h15 às 22h45 na RTP1.

## Rubricas
- Batalha de Piadas Secas
- Eu Nunca
- Não Sejas Mau Para Mim
- Osório
- Pressão No Ar/LAR
- Troll
- Novelos da Paixão
- Aquele Mambo
- TOP 5 da semana/vídeos virais
- Agora (re)Pensa
- TeleEscola da Vida
- O Estado da Noção
- Recadinho Cá de Casa
- Já Vi Pior E A Pagar
- Prós dos Contras dos Pobres
- Correio Safadão
- Perguntas Muito Infantis
- Tenho uma Consulta às 5

## Temporadas
| Temporada | Temporada                | Canal | Episódios             | Estreia                | Final                  | Apresentadores     | Apresentadores         | Apresentadores   | Apresentadores         | Apresentadores     |
| Temporada | Temporada                | Canal | Episódios             | Estreia                | Final                  | 2.ª feira          | 3.ª feira              | 4.ª feira        | 5.ª feira              | 6.ª feira          |
| --------- | ------------------------ | ----- | --------------------- | ---------------------- | ---------------------- | ------------------ | ---------------------- | ---------------- | ---------------------- | ------------------ |
|           | 1                        | RTP2  | 70                    | 22 de junho de 2009    | 25 de setembro de 2009 | Filomena Cautela   | Fernando Alvim         | Nilton           | Pedro Fernandes        | Luís Filipe Borges |
|           | 2                        | RTP2  | 85                    | 30 de novembro de 2009 | 26 de março de 2010    | Filomena Cautela   | Fernando Alvim         | Nilton           | Pedro Fernandes        | Luís Filipe Borges |
|           | 3                        | RTP2  | 75                    | 14 de junho de 2010    | 24 de setembro de 2010 | Filomena Cautela   | Fernando Alvim         | Nilton           | Pedro Fernandes        | Luís Filipe Borges |
|           | 4                        | RTP2  | 65                    | 17 de janeiro de 2011  | 15 de abril de 2011    | Filomena Cautela   | Fernando Alvim         | Nilton           | Pedro Fernandes        | Luís Filipe Borges |
|           | Especial Eleições        | RTP2  | 5                     | 2 de maio de 2011      | 6 de maio de 2011      | Filomena Cautela   | Pedro Fernandes        | Nilton           | Fernando Alvim         | Luís Filipe Borges |
|           | 5                        | RTP2  | 65                    | 1 de agosto de 2011    | 28 de outubro de 2011  | Carla Vasconcelos  | Luís Filipe Borges     | Nilton           | Pedro Fernandes        | Luísa Barbosa      |
|           | 6                        | RTP1  | 179                   | 9 de abril de 2012     | 14 de dezembro de 2012 | Luís Filipe Borges | José Pedro Vasconcelos | Nuno Markl       | Pedro Fernandes        | Nilton             |
|           | 7                        | RTP1  | 129                   | 14 de janeiro de 2013  | 12 de julho de 2013    | Luís Filipe Borges | José Pedro Vasconcelos | Nuno Markl       | Pedro Fernandes        | Nilton             |
|           | 8                        | RTP1  | 173                   | 30 de setembro de 2013 | 6 de junho de 2014     | Luís Filipe Borges | José Pedro Vasconcelos | Nuno Markl       | Pedro Fernandes        | Nilton             |
|           | 9                        | RTP1  | 42                    | 10 de julho de 2014    | 5 de setembro de 2014  | Luís Filipe Borges | José Pedro Vasconcelos | Nuno Markl       | Pedro Fernandes        | Nilton             |
|           | 10                       | RTP1  | 76                    | 6 de abril de 2015     | 30 de julho de 2015    | Luís Filipe Borges | José Pedro Vasconcelos | Nuno Markl       | Pedro Fernandes        | Nilton             |
|           | 11                       | RTP1  | 46                    | 19 de outubro de 2015  | 23 de dezembro de 2015 | Fernando Alvim     | Rui Unas               | Filomena Cautela | Pedro Fernandes        | Nilton             |
|           | 12                       | RTP1  | 102                   | 11 de janeiro de 2016  | 8 de junho de 2016     | Fernando Alvim     | Rui Unas               | Filomena Cautela | Marta Crawford         | Nilton             |
|           | 13                       | RTP1  | 38                    | 20 de outubro de 2016  | 27 de julho de 2017    | ---                | ---                    | ---              | Filomena Cautela       | ---                |
|           | Especial Fim de Ano 2016 | RTP1  | 1                     | 1 de janeiro de 2017   | 1 de janeiro de 2017   | ---                | ---                    | ---              | Filomena Cautela       | ---                |
|           | 14                       | RTP1  | 43                    | 14 de setembro de 2017 | 26 de julho de 2018    | ---                | ---                    | ---              | Filomena Cautela       | ---                |
|           | Especial Fim de Ano 2017 | RTP1  | 1                     | 31 de dezembro de 2017 | 31 de dezembro de 2017 | ---                | ---                    | ---              | Filomena Cautela       | ---                |
| 15        | 41                       | RTP1  | 6 de setembro de 2018 | 27 de junho de 2019    |                        | ---                | ---                    | ---              | Filomena Cautela       | ---                |
| 16        | 24                       | RTP1  | 9 de janeiro de 2020  | 25 de junho de 2020    |                        | ---                | ---                    | ---              | Filomena Cautela       | ---                |
| 17        | 32                       | RTP1  | 15 de Outubro de 2020 | 3 de Junho de 2021     | Inês Lopes Gonçalves   | ---                | ---                    | ---              |                        | ---                |
|           | 18                       | RTP1  | 11                    | 7 de outubro de 2021   | Inês Lopes Gonçalves   | ---                | ---                    | ---              | 16 de dezembro de 2021 | ---                |
|           | 19                       | RTP1  | 11                    | 6 de janeiro de 2022   | 17 de março de 2022    | ---                | ---                    | ---              | Miguel Rocha           | ---                |
|           | 20                       | RTP1  | 26                    | 12 de outubro de 2023  | 23 de maio de 2024     | ---                | ---                    | ---              | Gilmário Vemba         | ---                |
|           | 21                       | RTP1  |                       | 14 de novembro de 2024 |                        | ---                | ---                    | ---              | Gilmário Vemba         | ---                |

## Episódios

### 1.ª Temporada
| Semana | Verbo da Semana | Data                                 | Convidado de Filomena Cautela                                              | Convidado de Fernando Alvim              | Convidado de Nilton        | Convidado de Pedro Fernandes                    | Convidado de Luís Filipe Borges           |
| ------ | --------------- | ------------------------------------ | -------------------------------------------------------------------------- | ---------------------------------------- | -------------------------- | ----------------------------------------------- | ----------------------------------------- |
| 1      | Vagabundear     | 22 a 26 de junho de 2009             | Apresentadores do programa                                                 | Filipe Mourato Gomes                     | Miguel Ângelo              | Filipe Homem Fonseca e Eduardo Madeira          | Bibá Pitta                                |
| 2      | Heroificar      | 29 de junho a 3 de julho de 2009     | Diogo Morgado                                                              |                                          | Carla Matadinho            | António Feio                                    | Sam the Kid                               |
| 3      | Apimentar       | 6 a 10 de julho de 2009              | Benedita Pereira                                                           | Orgasmo Carlos (Manuel João Vieira)      | Abel Xavier                | Zézé Camarinha                                  | Henrique Sá Pessoa                        |
| 4      | Preconceituar   | 13 a 17 de julho de 2009             | Solange F.                                                                 | Guida Maria e Cassiano Carneiro          | Cláudia Vieira             | David Almeida e Carlos Paca                     | Pedro Lima                                |
| 5      | Conspirar       | 20 a 24 de julho de 2009             | Jel                                                                        | Octávio Machado                          | Ricardo Pereira            | Ricardo Costa                                   | Alberta Marques Fernandes e Teresa Caeiro |
| 6      | Arrebanhar      | 27 a 31 de julho de 2009             | Todos os apresentadores                                                    | Vasco Graça Moura                        | Marinho Pinto              | Carlos Moura e Luís Franco-Bastos               | Bruno Nogueira e B Fachada                |
| 7      | Resistir        | 3 a 7 de agosto de 2009              | Marina Mota                                                                | António Sérgio                           | Angélico Vieira            | Fernando Ribeiro e Paulo Azevedo                | São José Correia                          |
| 8      | Mexericar       | 10 a 14 de agosto de 2009            | Margarida Vila-Nova e Maria José Valério                                   |                                          | Rui Santos                 | Rita Pereira                                    | Pedro Carvalho                            |
| 9      | Procrastinar    | 17 a 21 de agosto de 2009            | Diogo Amaral e Virgem Suta                                                 | António Câmara                           | Nicolau Breyner            | Maria João Abreu e Patrícia Vasconcelos         | Joaquim Leitão e Virgílio Castelo         |
| 10     | Aperalvilhar    | 24 a 28 de agosto de 2009            | Joaquim Monchique                                                          | David Motta, Coco Heavey e Filipe Macedo | Fátima Lopes               | Débora Montenegro, Ricardo Guedes e Nuno Campio | Luísa Castel-Branco e Francisco Campos    |
| 11     | Lucubrar        | 31 de agosto a 4 de setembro de 2009 | Cláudia Semedo, Francisco Menezes e Pedro Laginha                          | Filipa Castro                            | Pedro Santana Lopes        | Maya e Ana Lúcia Matos                          | António Costa                             |
| 12     | Vampirizar      | 7 a 11 de setembro de 2009           | Wanda Stuart, Adriana Queirós e Zé Manel                                   | Filipe Melo e Professor Alexandrino      | Joe Berardo                | Ana Bola                                        | João Perry                                |
| 13     | Influenciar     | 14 a 18 de setembro de 2009          | Sílvia Alberto, Lúcia Moniz e Diogo Dias                                   | Judite de Sousa e Pedro Queiroga Carilho | João Pedro Pais e Zé Pedro | Fernando Mendes e Jorge Coroado                 | Ana Lopes                                 |
| 14     | Anarquizar      | 21 a 25 de setembro de 2009          | Custódia Galego, Diana Costa e Silva, Inês Castel-Branco e Maria João Luís | Catarina Pestana e um casal de swingers  | Herman José                | Commedia à La Carte e José Pedro Vasconcelos    | Rui Costa                                 |

### 2.ª Temporada
| Semana | Verbo da Semana | Data                                          | Convidado de Filomena Cautela             | Convidado de Fernando Alvim            | Convidado de Nilton               | Convidado de Pedro Fernandes      | Convidado de Luís Filipe Borges                                                                  |
| ------ | --------------- | --------------------------------------------- | ----------------------------------------- | -------------------------------------- | --------------------------------- | --------------------------------- | ------------------------------------------------------------------------------------------------ |
| 1      | Catrapiscar     | 30 de novembro a 4 de dezembro de 2009        | Rui Reininho e Carla Vasconcelos          | Paulo Cardoso e Delfina Lapa           | Miguel Sousa Tavares              | Nelson e Sérgio Rosado            | Margarida Rebelo Pinto e Joana Dias                                                              |
| 2      | Endrominar      | 7 a 11 de dezembro de 2009                    | Felícia Cabrita e Guta Naki               | José Luís Peixoto e Ana Garcia Martins | Isaltino Morais e Camilo Lourenço | Ivo Canelas e Manuel Marques      |                                                                                                  |
| 3      | Achinfrinar     | 14 a 18 de dezembro de 2009                   | António Victorino de Almeida e Boss AC    |                                        |                                   | Teresa Guilherme                  |                                                                                                  |
| 4      | Enfardar        | 21 a 25 de dezembro de 2009                   |                                           |                                        |                                   | (não houve)                       | "XXI Gala Inaugural Especial Pós-Natal 5 PARA A MEIA-NOITE", co-apresentado por Pedro Fernandes, |
| 5      | Aspirar         | 28 de dezembro de 2009 a 1 de janeiro de 2010 |                                           |                                        |                                   | Fernando Rocha e Fernando Pereira |                                                                                                  |
| 6      | Ressacar        | 4 a 8 de janeiro de 2010                      |                                           |                                        | Ana Malhoa                        | Amiga Olga e Jel                  |                                                                                                  |
| 7      | Verrinar        | 11 a 15 de janeiro de 2010                    |                                           |                                        |                                   | Maria Vieira e Pedro Rolo Duarte  |                                                                                                  |
| 8      | Maridar         | 18 a 22 de janeiro de 2010                    |                                           |                                        | José Fidalgo                      | Dália Madruga e Afonso Canibal    |                                                                                                  |
| 9      | Intrometer      | 25 a 29 de janeiro de 2010                    |                                           | Soraia Chaves e Quintino Aires         |                                   | António-Pedro Vasconcelos         |                                                                                                  |
| 10     | Vulcanizar      | 1 a 5 de fevereiro de 2010                    |                                           |                                        |                                   | Ruth Marlene e Jéssica            |                                                                                                  |
| 11     | Desamigar       | 8 a 12 de fevereiro de 2010                   |                                           |                                        |                                   | Manuel Moura dos Santos           |                                                                                                  |
| 12     | Contrafazer     | 15 a 19 de fevereiro de 2010                  |                                           |                                        |                                   | Rita Brutt e José Raposo          |                                                                                                  |
| 13     | Gingar          | 22 a 26 de fevereiro de 2010                  | Pedro Granger e Diana Piedade             |                                        |                                   | Dora e Nucha                      |                                                                                                  |
| 14     | Arrostar        | 1 a 5 de março de 2010                        |                                           |                                        |                                   | João Quadros e Pedro Tochas       |                                                                                                  |
| 15     | Abafar          | 8 a 12 de março de 2010                       |                                           |                                        |                                   | Telma Monteiro e Luís Pedro Nunes |                                                                                                  |
| 16     | Ressurgir       | 16 a 19 de março de 2010                      | José Eduardo Agualusa e Palhaço Batatinha |                                        |                                   | Luís Ganito e Saul                |                                                                                                  |
| 17     | Endoidecer      | 22 a 26 de março de 2010                      | Catarina Furtado                          |                                        |                                   | Rui Unas e Jorge Mourato          |                                                                                                  |

### Especial Eleições
Especial transmitido de 2 a 6 de maio de 2011, onde os 5 principais candidatos às Eleições legislativas de 2011 foram entrevistados pelos apresentadores do 5 Para a Meia Noite.
| Semana | Verbo da Semana | Data                  | Convidado de Filomena Cautela | Convidado de Pedro Fernandes | Convidado de Nilton | Convidado de Fernando Alvim | Convidado de Luís Filipe Borges |
| ------ | --------------- | --------------------- | ----------------------------- | ---------------------------- | ------------------- | --------------------------- | ------------------------------- |
| 1      | Volatilizar     | 2 a 6 de maio de 2011 | Jerónimo de Sousa             | Francisco Louçã              | Pedro Passos Coelho | José Sócrates               | Paulo Portas                    |

### 5.ª Temporada
| Semana | Verbo da Semana | Data                                 | Convidado de Carla Vasconcelos                    | Convidado de Luís Filipe Borges    | Convidado de Nilton                           | Convidado de Pedro Fernandes          | Convidado de Luísa Barbosa              |
| ------ | --------------- | ------------------------------------ | ------------------------------------------------- | ---------------------------------- | --------------------------------------------- | ------------------------------------- | --------------------------------------- |
| 1      | Espevitar       | 1 a 5 de agosto de 2011              | Rui Unas                                          | Nuno Gama e Afonso Rodrigues       | Rita Andrade e Luís Castro                    | Chefe José Cordeiro e Pedro Leitão    | Pilar del Rio e Miguel Gonçalves Mendes |
| 2      | Bem-Aventurar   | 8 a 12 de agosto de 2011             | Lena d'Água e João Lagarto                        | Marisa Liz e João Carlos Silva     | Diogo Morgado e Paulo Morgado                 | Ricardo e Jorge Kapinha               | Gonçalo Waddington e Adriana            |
| 3      | Banhar          | 15 a 19 de agosto de 2011            | Gabriela Fonseca, João Ricardo e Plastic Poney    | Maya e Eduardo Barroso             | Medina Carreira                               | Ana Galvão e João Pina                | Paula Lobo Antunes e La Belle Bombshell |
| 4      | Festoar         | 22 a 26 de agosto de 2011            | Vanessa da Mata e Oquestrada                      | César Mourão e Linda Martini       | Álvaro Beleza e Andreia Vale                  | Sofia Ribeiro e André Sardet          | André Nunes e Be Dom                    |
| 5      | Rinchavelhar    | 29 de agosto a 2 de setembro de 2011 | Piet-Hein Bakker e Manuel Marques                 | Helena Sacadura Cabral e Nuno Melo | Miguel Guilherme e Bruno Nogueira             | Ediberto Lima e Luís Pereira de Sousa | Nuno Markl e Prana                      |
| 6      | Caturrar        | 5 a 9 de setembro de 2011            | Victor de Sousa                                   | Miguel Damião e Luís Veríssimo     | Nuno Guerreiro e Jessica Athaide              | Leonor Poeiras e Henrique Gil         | Joaquim Monchique e Fora da Lei         |
| 7      | Fantasmagorizar | 12 a 16 de setembro de 2011          | Trio Odemira                                      | José Wallenstein e Tiago Carrasco  | Manuela Moura Guedes                          | Joaquim Letria e Helena Isabel        | Cândido Mota e Ângelo Rodrigues         |
| 8      | Esbardalhar     | 19 a 23 de setembro de 2011          | Júlio Isidro, Leonor Xavier e José Barata Moura   | Soraia Chaves e Edite Estrela      | Paulo Futre e Samanta Castilho                | Ágata e José de Pina                  | Adelaide Sousa e Joana Azevedo          |
| 9      | Abocanhar       | 26 a 30 de setembro de 2011          | Adelaide Ferreira e Carlos Malvarez               | Joana Seixas e Laura Gonçalves     | Fernando Costa e Cristina Esteves             | Sérgio Godinho e Iva Lamarão          | Marta Leite de Castro e Olivier         |
| 10     | Afofar          | 3 a 7 de outubro de 2011             | Raquel Tavares, Eduardo Madeira e Sérgio Alxeredo | Pedro Granger                      | Carlos Nobre e Paulo Sousa Costa              | Rui Porto Nunes e Eduarda Abbodanza   | Sílvia Alberto e Eládio Clímaco         |
| 11     | Gazetear        | 10 a 14 de outubro de 2011           | Marinho Pinto                                     | Carlos do Carmo e Catarina Furtado | Júlio Magalhães e Sílvia Baptista             | Sara Tavares e Isabel Abreu           | Rui Reininho e Barry Hatton             |
| 12     | Paraninfar      | 17 a 21 de outubro de 2011           | Ângela Pinto e Edgar Pêra                         | Fátima Lopes e Yolanda Soares      | Júlio César e António Manuel Ribeiro          | Margarida Marinho e Manuel Pinto      | Helena Ramos e Ana Free                 |
| 13     | Fervilhar       | 24 a 28 de outubro de 2011           | Zé Pedro e Marco Horácio                          | Herman José e Nuno Cocharro        | Rui Veloso, Helena Coelho e Andreia Rodrigues | Rogério Samora e David Carreira       | Jorge Gabriel                           |

### 6.ª Temporada
| Semana | Verbo da Semana | Data                            | Convidado de Luís Filipe Borges                       | Convidado de Zé Pedro Vasconcelos                    | Convidado de Nuno Markl                                                       | Convidado de Pedro Fernandes                                         | Convidado de Nilton                       |
| ------ | --------------- | ------------------------------- | ----------------------------------------------------- | ---------------------------------------------------- | ----------------------------------------------------------------------------- | -------------------------------------------------------------------- | ----------------------------------------- |
| 1      | Zabumbar        | 9 a 13 de abril de 2012         | Miguel Guilherme e Sandra Felgueiras                  | Mário Soares, Vicente Alves do Ó e Dalila Carmo      | Carminho, Maya e Prof. Herrero                                                | Vasco Duarte, Paulo Gonzo e Belle Dominique                          | Bárbara Guimarães e Boss AC               |
| 2      | Amarfanhar      | 16 a 20 de abril de 2012        | Álvaro Covões e Filipa Sousa                          | Miguel Relvas e Ana Bola                             | Gracindo Duarte e David Fonseca                                               | João Paulo Rodrigues, Pedro Alves e Andresa Salgueiro                | Angel-O e Marta Crawford                  |
| 3      | Upar            | 23 a 27 de abril de 2012        | Dona Helena, Toy e Dr. Feelgood                       | César Mourão, Inês Castel-Branco e Lili "Caraças"    | Maria Rueff, Maria de Vasconcelos e Rosa Negra                                | João Baião, Roberta Medina e DJ Vítor Nunes                          | Rita Pereira e Cláudia Semedo             |
| 4      | Emouquecer      | 30 de abril a 4 de maio de 2012 | Fernando Ribeiro e Ana Rita Clara                     | Garcia Pereira, Maria Vieira                         | Gonçalo Waddington, José Paixão e Noiserv                                     | Rui Unas, Aldo Lima e André Nunes                                    | Catarina Furtado                          |
| 5      | Palhetear       | 7 a 11 de maio de 2012          | Fernando Mendes e António Zambujo                     | António Costa e Silvia Rizzo                         | Nuno Lopes e Teresa Salgueiro                                                 | Rui Reininho, José Manuel Coelho e Maria (empregada de Cavaco Silva) | Inês Gonçalves e Pedro Lima               |
| 6      | Flavescer       | 14 a 18 de maio de 2012         | Ana Bacalhau e Virgem Suta                            | José Cid e Nicolau Breyner                           | Teresa Guilherme, João Cardoso e Pontos Negros                                | Luciana Abreu e Mikkel Solnado                                       | Fátima Campos Ferreira e Mário Daniel     |
| 7      | Escarafunchar   | 21 a 25 de maio de 2012         | Leila Lopes, Buraka Som Sistema e Joaquim Evangelista | José Eduardo Moniz                                   | Ricardo Araújo Pereira, Laurinda Alves, Filipe Homem Fonseca e Anaquim        | Tânia Ribas de Oliveira, Rui Simas e Kiko Pereira                    | Daniela Mercury                           |
| 8      | Parrançar       | 28 de maio a 1 de junho de 2012 | Ruy de Carvalho e Dead Combo                          | Rui Rio e Patrícia Gameiro Brito                     | Maria João Abreu, Kiko Alves da Silva e Barry White Gone Wrong                | Annita Yes, Tozé Brito e Fanny                                       | Miguel Ângelo e Jani Zhao                 |
| 9      | Escoicear       | 4 a 8 de junho de 2012          | Toni e Isabel Figueira                                | Miguel Sousa Tavares                                 | Valter Hugo Mãe, Paulo Côrte Real e Salto                                     | Moita Flores e António Machado                                       | Jorge Andrade, José Coimbra e Carla Rocha |
| 10     | Sobreagitar     | 11 a 15 de junho de 2012        | Isabel Moreira e Saul Davies                          | Não houve devido à transmissão das Marchas Populares | Dora,Rodrigo Carvalho e Rui Miranda da empresa Nutri Ventures e Diabo na Cruz | Mónica Silva, Rubim Fonseca e Vanessa Silva                          | Nuno Santos e Cuca Roseta                 |
| 11     | Tresnoitar      | 11 a 15 de junho de 2012        | DJ Poppy                                              | João Manzarra e Vitor Emanuel                        |                                                                               | Fernando Pereira e Mico da Câmara Pereira                            |                                           |

### 13.ª Temporada
| Semana | Data                    | Convidado de Filomena Cautela | Audiência    | Audiência | Audiência |
| Semana | Data                    | Convidado de Filomena Cautela | Espectadores | Share     | Rating    |
| ------ | ----------------------- | --- | ------------ | --------- | --------- |
| 1      | 20 de outubro de 2016   | Ricardo Araújo Pereira e Vasco Gargalo | 152 000      | 4,7%      | 1,6%      |
| 2      | 27 de outubro de 2016   | Joana Stichini Vilela e White Haus | 161 500      | 5,3%      | 1,7%      |
| 3      | 3 de novembro de 2016   | Fernando Mendes, Por Falar Noutra Coisa e Marvel Lima                                                                                         | 161 500      | 5,7%      | 1,7%      |
| 4      | 10 de novembro de 2016  | José Rodrigues dos Santos e Da Chick | 190 000      | 6,4%      | 2%        |
| 5      | 17 de novembro de 2016  | Teresa Guilherme e Virgul | 152 000      | 4,9%      | 1,6%      |
| 6      | 24 de novembro de 2016  | David Carreira, Casal Mistério e Capicua | 152 000      | 5,5%      | 1,6%      |
| 7      | 1 de dezembro de 2016   | António Zambujo e Maria da Conceição | 152 000      | 4,6%      | 1,6%      |
| 8      | 8 de dezembro de 2016   | Anselmo Ralph | 123 500      | 4,2%      | 1,3%      |
| 9      | 15 de dezembro de 2016  | Luísa Castel Branco, Rui Sinel de Cordes, criadores e protagonistas da série "Os Jogadores": Nuno Bernardo e Lourenço Seruya; e Rita Redshoes | 152 000      | 5,6%      | 1,6%      |
| 10     | 22 de dezembro de 2016  | Fernando Alvim, Joana Amaral Dias, Beatriz Gosta, Rodrigo Moita de Deus, Blaya, Gonçalo Morais Leitão e Miguel Rocha                          | 142 500      | 4,8%      | 1,5%      |
| 11     | 29 de dezembro de 2016  | Kátia Aveiro, Padre Ismael Teixeira e Luísa Sobral                                                                                            | 161 500      | 4,6%      | 1,7%      |
| 12     | 5 de janeiro de 2017    | Mariana Monteiro, Andreia Dinis, António Capelo, João Craveiro e NBC                                                                          | 199 500      | 6%        | 2,1%      |
| 13     | 12 de janeiro de 2017   | Marisa Liz, São José Correia e Rui Miguel Tovar                                                                                               | 228 000      | 6,8%      | 2,4%      |
| 14     | 19 de janeiro de 2017   | Ivo Canelas, Tim, Olavo Bilac, Miguel Ângelo, Fernando Cunha e Throes The Shine                                                               | 218 500      | 6,1%      | 2,3%      |
| 15     | 26 de janeiro de 2017   | Gisela João e Avenida Q | 171 000      | 5,8%      | 1,8%      |
| 16     | 2 de fevereiro de 2017  | Deolinda, José Raposo e FF | 237 500      | 6,5%      | 2,5%      |
| 17     | 9 de fevereiro de 2017  | Custódia Gallego, Rita Cruz, Pedro Fernandes e Momo                                                                                           | 228 000      | 6,5%      | 2,4%      |
| 18     | 16 de fevereiro de 2017 | David Fonseca, Áurea, Vera Kolodzig, Flávia Gusmão e os HMB                                                                                   | 209 000      | 6,1%      | 2,2%      |
| 19     | 23 de fevereiro de 2017 | José Cid e Leonor Seixas | 152 000      | 5%        | 1,6%      |
| 20     | 2 de março de 2017      | Nuno Lopes, Marco Martins, Catarina Furtado, João Reis, Manuela Couto, Paulo Pires e Best Youth                                               | 180 500      | 5,5%      | 1,9%      |
| 21     | 9 de março de 2017      | Nuno Rogeiro, Salvador Sobral, Luísa Sobral e Dengaz                                                                                          | 228 000      | 6,8%      | 2,4%      |
| 22     | 16 de março de 2017     | Raquel Tavares e João Moleira | 247 000      | 7,5%      | 2,6%      |
| 23     | 23 de março de 2017     | Rita Pereira, Pedro Pernas, Carlão e Manuel Fúria                                                                                             | 190 000      | 6%        | 2%        |
| 24     | 30 de março de 2017     | Parte do elenco da série Vidago Palace, Mickael Carreira e C4 Pedro                                                                           | 190 000      | 6,5%      | 2%        |
| 25     | 6 de abril de 2017      | Maria Rueff, Miguel Guilherme, Whindersson Nunes e Black Mamba                                                                                | 152 000      | 5,2%      | 1,6%      |
| 26     | 20 de abril de 2017     | Alberto João Jardim e Gabriel, o Pensador | 171 000      | 5,7%      | 1,8%      |
| 27     | 27 de abril de 2017     | Salvador Sobral, The Gift e Silva | 218 500      | 7,7%      | 2,3%      |
| 28     | 4 de maio de 2017       | Luís Franco-Bastos, Rita Blanco e PZ | 161 500      | 6,9%      | 1,7%      |
| 29     | 18 de maio de 2017      | Tony Carreira, José Carlos Malato e Samuel Úria                                                                                               | 266 000      | 8,2%      | 2,8%      |
| 30     | 25 de maio de 2017      | Herman José e Miguel Araújo | 266 000      | 8,2%      | 2,8%      |
| 31     | 1 de junho de 2017      | Paulo de Carvalho, Sílvia Alberto, Tânia Ribas de Oliveira, Jani Gabriel, Vanessa Oliveira e Sónia Araújo                                     | 237 500      | 7,4%      | 2,5%      |
| 32     | 8 de junho de 2017      | César Mourão, Diogo Amaral e Dalila Carmo | 266 000      | 8,3%      | 2,8%      |
| 33     | 15 de junho de 2017     | Luís de Matos, Júlio Resende e Salvador Sobral                                                                                                | 285 000      | 9,8%      | 3%        |
| 34     | 22 de junho de 2017     | Joaquim D´Almeida e Ljubomir Stanisic | 304 000      | 8,6%      | 3,2%      |
| 35     | 29 de junho de 2017     | Joaquim Monchique | 256 500      | 7,9%      | 2,7%      |
| 36     | 13 de julho de 2017     | Marco Horácio, Benedita Pereira e Eduardo Madeira                                                                                             | 237 500      | 7,4%      | 2,5%      |
| 37     | 20 de julho de 2017     | Paulo Pires, Joana Ribeiro, Camané e Luís Pedro Nunes                                                                                         | 247 000      | 7,4%      | 2,6%      |
| 38     | 27 de julho de 2017     | Alexandra Lencastre e Diogo Infante | 237 500      | 7,5%      | 2,5%      |

### Especial Fim de Ano 2016
| Semana | Data                 | Convidado de Filomena Cautela                                             | Audiência    | Audiência | Audiência |
| Semana | Data                 | Convidado de Filomena Cautela                                             | Espectadores | Share     | Rating    |
| ------ | -------------------- | ------------------------------------------------------------------------- | ------------ | --------- | --------- |
| 1      | 1 de janeiro de 2017 | Maria Leal, João Seabra, Miguel Paraíso, Guilherme Cabral e David Antunes | 228 000 a    | 11,3%     | 2,4%      |
| 1      | 1 de janeiro de 2017 | Maria Leal, João Seabra, Miguel Paraíso, Guilherme Cabral e David Antunes | 85 500 b     | 7,7%      | 0,9%      |

a b No dia 1 de janeiro de 2017, dia de ano novo, a RTP emitiu em direto as principais passagens de ano novo que estavam a decorrer em vários países. Assim, e durante a emissão do 5 para a Meia-Noite, às 2 horas foi exibido a passagem de ano que estava a decorrer no Rio de Janeiro àquela hora, dividindo assim o programa em duas partes, correspondendo, desta forma, a e b à primeira e segunda parte, respetivamente.

### 14.ª Temporada
| Semana | Data                    | Convidado de Filomena Cautela | Audiência    | Audiência    | Audiência    |
| Semana | Data                    | Convidado de Filomena Cautela | Espectadores | Share        | Rating       |
| ------ | ----------------------- | --- | ------------ | ------------ | ------------ |
| 1      | 14 de setembro de 2017  | Pêpê Rapazote, Afonso Pimentel e Maria João Bastos                                                                                    | 123 500      | 7,5%         | 1,3%         |
| 2      | 21 de setembro de 2017  | José Pedro Gomes, António Machado, Pedro Bidarra, Joana Marques e Daniel Leitão                                                       | 256 500      | 8%           | 2,7%         |
| 3      | 28 de setembro de 2017  | Rui Unas, Rita Salema, Patrícia Tavares e Tiago Bettencourt                                                                           | 228 000      | 7,5%         | 2,4%         |
| 4      | 5 de outubro de 2017    | Dom Duarte Pio, Ricardo Pereira, Júlia Rabello e Blind Zero                                                                           | 228 000      | 7,8%         | 2,4%         |
| 5      | 19 de outubro de 2017   | Fátima Campos Ferreira, Miguel Thiré e Ana Bacalhau                                                                                   | 275 500      | 8,6%         | 2,9%         |
| 6      | 26 de outubro de 2017   | Rui Rio, Simone de Oliveira e Sara Tavares                                                                                            | 304 000      | 9,8%         | 3,2%         |
| 7      | 2 de novembro de 2017   | Reynaldo Gianecchini, Ana Bola, Alda Gomes, Anavitória e Diogo Piçarra                                                                | 285 000      | 9,2%         | 3%           |
| 8      | 9 de novembro de 2017   | João Botelho, Lili Caneças e Piruka                                                                                                   | por anunciar | por anunciar | por anunciar |
| 9      | 16 de novembro de 2017  | Inês Castel-Branco, José Nunes, Joana Marques e Mazgani                                                                               | 228 000      | 7,6%         | 2,4%         |
| 10     | 23 de novembro de 2017  | Carminho, Salvador Martinha e Eva RapDiva                                                                                             | 247 000      | 7,8%         | 2,6%         |
| 11     | 30 de novembro de 2017  | Virgílio Castelo, Paula Bobone, Hugo Van Der Ding e Spell Choir                                                                       | 199 500      | 6,4%         | 2,1%         |
| 12     | 7 de dezembro de 2017   | Sofia Ribeiro, José Luís Peixoto, Joaquim Leitão e Melech Mechaya                                                                     | 180 500      | 5,8%         | 1,9%         |
| 13     | 14 de dezembro de 2017  | João Paulo Rodrigues, Kalaf e Fado Bicha                                                                                              | 237 500      | 7,8%         | 2,5%         |
| 14     | 21 de dezembro de 2017  | Manuela Moura Guedes, António Pedro Cerdeira, Joana de Verona, Nuno Agonia e Luís Severo                                              | 180 500      | 7,7%         | 1,9%         |
| 15     | 28 de dezembro de 2017  | Ana Malhoa, Miguel Somsen, Mariana Cabral                                                                                             | 218 500      | 7,2%         | 2,3%         |
| 16     | 4 de janeiro de 2018    | Maya, Dânia Neto, Rui Unas e Janeiro                                                                                                  | 171 000      | 6,6%         | 1,8%         |
| 17     | 11 de janeiro de 2018   | Jel, Paula Lobo Antunes, Luís Filipe Borges, Manuel Marques, Elenco da série Casa do Cais e TT Syndicate                              | 180 500      | 5,7%         | 1,9%         |
| 18     | 18 de janeiro de 2018   | Pedro Fernandes, José Carlos Malato, Sónia Araújo, Jorge Gabriel, Tânia Ribas de Oliveira, Centro da Gafanha do Carmo e Paulo Furtado | 218 500      | 6,8%         | 2,3%         |
| 19     | 25 de janeiro de 2018   | Sérgio Godinho, Rui Reininho, António Raminhos e Abbadhia Vieira                                                                      | 237 500      | 7,1%         | 2,5%         |
| 20     | 1 de fevereiro de 2018  | Lourenço Ortigão, Marcos Caruso, Manuel João Vieira e Toy                                                                             | 199 500      | 6,6%         | 2,1%         |
| 21     | 8 de fevereiro de 2018  | Sara Prata, Francisco Menezes, Mário Augusto e Filipe Alburquerque                                                                    | 218 500      | 6,6%         | 2,3%         |
| 22     | 15 de fevereiro de 2018 | Tozé Brito, Margarida Vila-Nova, José Avillez e Conan Osiris                                                                          | 247 000      | 7,8%         | 2,6%         |
| 23     | 22 de fevereiro de 2018 | Fernanda Serrano, Ana Brito e Cunha, Maria Henrique, Branko e Linda Martini                                                           | 247 000      | 7,6%         | 2,6%         |
| 24     | 1 de março de 2018      | Mateus Solano, Fernando Alvim e The Gift                                                                                              | 199 500      | 6,4%         | 2,1%         |
| 25     | 8 de março de 2018      | Nuno Markl, Teresa Tavares, Henrique Oliveira, Ana Bacalhau e João Só                                                                 | 190 000      | 6,2%         | 2%           |
| 26     | 15 de março de 2018     | Isaura, Cláudia Pascoal, Catarina Miranda, Peu Madureira e Eládio Clímaco                                                             | 256 500      | 7,9%         | 2,7%         |
| 27     | 22 de março de 2018     | Marina Mota, João Baião, Pedro Tochas e Marta Ren                                                                                     | 256 500      | 8,5%         | 2,7%         |
| 28     | 5 de abril de 2018      | Dina Aguiar, Bonga, Diogo Batáguas e Paus                                                                                             | 171 000      | 5%           | 1,8%         |
| 29     | 12 de abril de 2018     | Pedro Guerra, Roberta Medina, SirKazzio, RicFazeres e Dead Combo                                                                      | 180 500      | 5,6%         | 1,9%         |
| 30     | 19 de abril de 2018     | Nilton, Manuel João Vieira, Sílvia Rizzo e Fernando Daniel                                                                            | 199 500      | 6,1%         | 2,1%         |
| 31     | 26 de abril de 2018     | Manuel Moura dos Santos, Carolina Deslandes e Joana Amaral Dias                                                                       | 218 500      | 7,4%         | 2,3%         |
| 32     | 3 de maio de 2018       | Mariza, Daniela Ruah e Bordalo II | 218 500      | 7,6%         | 2,3%         |
| 33     | 8 de maio de 2018       | Ana Markl e Beatbombers | 342 000      | 8,7%         | 3,6%         |
| 34     | 10 de maio de 2018      | Aurea, Cláudia Pascoal e Isaura | 456 000      | 11,7%        | 4,8%         |
| 35     | 17 de maio de 2018      | Agir, Joana Solnado e Vítor Norte | 190 000      | 5,9%         | 2%           |
| 36     | 24 de maio de 2018      | Cédric Soares, São José Lapa, Quimbé e Azeitonas                                                                                      | 190 000      | 6,4%         | 2%           |
| 37     | 31 de maio de 2018      | Luís Costa Ribas, Gustavo Santos, Boss AC e Amor Electro                                                                              | 209 000      | 7%           | 2,2%         |
| 38     | 7 de junho de 2018      | Hélder Postiga, Fernando Ribeiro, Rosinha e Cecilia Krull                                                                             | 399 000      | 12%          | 4,2%         |
| 39     | 14 de junho de 2018     | Bárbara Guimarães, Fafá de Belém, Álvaro Covões e António Zambujo                                                                     | 209 000      | 8,3%         | 2,2%         |
| 40     | 21 de junho de 2018     | Maria João Bastos, Gimba, Margarida Vila-Nova, Blaya e Titica                                                                         | 152 000      | 6,4%         | 1,6%         |
| 41     | 5 de julho de 2018      | Rita Ferro Rodrigues, Ricardo Carriço, Cifrão e Xinobi                                                                                | 247 000      | 7,8%         | 2,6%         |
| 42     | 19 de julho de 2018     | Sérgio Graciano, Manuel Pureza, Kelly Bailey, José Fidalgo, Soraia Chaves, Diogo Valsasssina, Rui Melo e Alba Baptista                | 161 500      | 5,9%         | 1,7%         |
| 43     | 26 de julho de 2018     | António Costa, Joana Marques e Cais Sodré Funk Connection                                                                             | 228 000      | 8,1%         | 2,4%         |

### Especial Fim de Ano 2017
| Semana | Data                   | Convidado de Filomena Cautela | Audiência    | Audiência | Audiência |
| Semana | Data                   | Convidado de Filomena Cautela | Espectadores | Share     | Rating    |
| ------ | ---------------------- | ----------------------------- | ------------ | --------- | --------- |
| 1      | 31 de dezembro de 2017 | Tony Carreira e Amor Electro  | 351 500      | 14,1%     | 3,7%      |

### 15.ª Temporada
| Semana | Data                    | Convidado de Filomena Cautela                                                                                        | Audiência    | Audiência | Audiência |
| Semana | Data                    | Convidado de Filomena Cautela                                                                                        | Espectadores | Share     | Rating    |
| ------ | ----------------------- | --- | ------------ | --------- | --------- |
| 1      | 6 de setembro de 2018   | Vasco Palmeirim, Nuno Markl, Joe Reitman, Vítor Espadinha e 9 Miller                                                 | 247 000      | 9,5%      | 2,6%      |
| 2      | 13 de setembro de 2018  | Assunção Cristas, Maria Rueff, Blaya e Carlão                                                                        | 257 000      | 8,2%      | 2,7%      |
| 3      | 20 de setembro de 2018  | António Fagundes, Ana Garcia Martins, Gonçalo Castel-Branco, Frankie Chavez e Lola Herself                           | 217 000      | 7,6%      | 2,3%      |
| 4      | 27 de setembro de 2018  | Rodrigo Guedes de Carvalho, Rafael Portugal, Gabriela Barros e Prana                                                 | 247 000      | 8,7%      | 2,6%      |
| 5      | 4 de outubro de 2018    | Bruno Nogueira, Mallu Magalhães, Maya Booth e Júlio Resende                                                          | 207 000      | 7,3%      | 2,2%      |
| 6      | 18 de outubro de 2018   | Judite Sousa, Miguel Araújo e João Paulo Sousa                                                                       | 267 000      | 10,4%     | 2,8%      |
| 7      | 25 de outubro de 2018   | La Toya Jackson, Bruno de Carvalho, Eduardo Madeira e Manuel Marques                                                 |              | 9,0%      | 2,7%      |
| 8      | 1 de novembro de 2018   | Leonor Poeiras, David Fonseca, Pedro Cardoso e Batatinha e Companhia                                                 |              |           |           |
| 9      | 8 de novembro de 2018   | Ana Sofia Martins, Isabel Moreira, Tony Carreira e Jorge Cruz                                                        |              |           |           |
| 10     | 15 de novembro de 2018  | Luís de Matos, Clara de Sousa e Luísa Sobral                                                                         |              |           |           |
| 11     | 22 de novembro de 2018  | Manuel Serrão, Matias Damásio, Isabel Silva e Lince                                                                  |              | 10,5%     | 2,8%      |
| 12     | 29 de novembro de 2018  | André Silva, Carminho, Daniela Melchior, Patrícia Vasconcelos e D´Alva                                               |              |           |           |
| 13     | 6 de dezembro de 2018   | Pedro Abrunhosa, Ljubomir Stanisic, Mónica Franco e Mariama Barbosa                                                  |              |           |           |
| 14     | 13 de dezembro de 2018  | Paula Moura Pinheiro, Rui Massena, Diogo Faro e Big Mama                                                             |              |           |           |
| 15     | 20 de dezembro de 2018  | António Manuel Ribeiro, Salvador Martinha, Chef Kiko e Raquel Strada                                                 |              |           |           |
| 16     | 27 de dezembro de 2018  | Pedro Teixeira, Sara Norte, Ana Arrebentinha e Jimmy P                                                               |              |           |           |
| 17     | 3 de janeiro de 2019    | Rogério Samora, Marcos Frota, António Zambujo e Catarina Molder                                                      |              |           |           |
| 18     | 10 de janeiro de 2019   | João Adelino Faria, Daniel Oliveira, Wandson Lisboa e Mafalda Sampaio                                                |              |           |           |
| 19     | 17 de janeiro de 2019   | Eunice Muñoz, Ruy de Carvalho, Lídia Franco, João Telmo, Rui Maria Pêgo e Dino D'Santiago                            |              |           |           |
| 20     | 24 de janeiro de 2019   | Wanda Stuart, Joana Barrios, Sea, Mundo Segundo e Sam The Kid                                                        |              |           |           |
| 21     | 31 de janeiro de 2019   | Fernando Tordo, Stereossauro, Gisela João e Sara Matos                                                               |              |           |           |
| 22     | 7 de fevereiro de 2019  | Alberta Marques Fernandes, Ana Malhoa, Diogo Valsassina e Miguel Gonçalves Mendes                                    |              | 8,9%      | 2,8%      |
| 23     | 14 de fevereiro de 2019 | Júlia Pinheiro, Rodrigo Santoro e Janeiro                                                                            |              | 8,1%      | 2,6%      |
| 24     | 21 de fevereiro de 2019 | António Sala, Fernando Alvim, Afonso Pimentel e Dead Combo Convidada surpresa: Carolina Deslandes                    |              |           |           |
| 25     | 28 de fevereiro de 2019 | Joana Vasconcelos, Pedro Penim, Manuel Cardoso e April Ivy                                                           |              |           |           |
| 26     | 7 de março de 2019      | Conan Osíris, Enrique Arce e Felipa Garnel                                                                           |              |           |           |
| 27     | 14 de março de 2019     | Patrícia Sequeira, Catarina Raminhos, Rita de La Rochezoire, Aldo Lima, Bárbara Bandeira e Skills and the Bunny Crew |              |           |           |
| 28     | 21 de março de 2019     | Herman José, Júlio Magalhães, Cissa Guimarães e Capitão Fausto                                                       |              |           |           |
| 29     | 28 de março de 2019     | Sandra Felgueiras, Fernando Girão, Manuel Moreira, Hugo Van Der Ding e Angie Costa                                   |              |           |           |
| 30     | 4 de abril de 2019      | Fátima Lopes, José Carlos Pereira, Sofia Ramada Curto (Fake Blogger), Igor Regalla e Kumpania Algazarra              |              |           |           |
| 31     | 11 de abril de 2019     | Ana Gomes, Luís Borges, Paulo Battista e Cláudia Pascoal                                                             |              |           |           |
| 32     | 18 de abril de 2019     | Tânia Ribas de Oliveira, Ara Malakian, Madalena Brandão, Joana Seixas e Valas                                        |              | 10,0%     | 3,4%      |
| 33     | 2 de maio de 2019       | Júlio Isidro, Henrique Fogaça, Thiago Castanho, Carlos Coutinho Vilhena e João André                                 |              |           |           |
| 34     | 9 de maio de 2019       | Quim Barreiros, Diogo Morgado, Maria Botelho Moniz e Ricardo Ribeiro                                                 |              |           |           |
| 35     | 16 de maio de 2019      | Lena d'Água, Ed Motta, Margarida Vila-Nova e João Cepeda                                                             |              |           |           |
| 36     | 23 de maio de 2019      | Fátima Lopes, Ana Guiomar e Conguito                                                                                 |              |           |           |
| 37     | 30 de maio de 2019      | Maria João Abreu, Carolina Torres, Duarte Pacheco e Blaya                                                            |              |           |           |
| 38     | 6 de junho de 2019      | Marisa Matias, Rúben Rua, Joana Gama e Rita Camarneiro                                                               |              |           |           |
| 39     | 13 de junho de 2019     | Filipe La Féria, Fernando Rocha, Ana Markl e Fogo Fogo                                                               |              |           |           |
| 40     | 20 de junho de 2019     | Catarina Furtado, João Miguel Tavares, D4rkFrame, Miguel Duarte e The BLKBRDS vs Jukebox Crew                        |              |           |           |
| 41     | 27 de junho de 2019     | Manuel Luís Goucha, Avô Cantigas, Oskar & Gaspar e Cais Sodré Funk Connection                                        | 387 000      | 12,3%     | 4%        |

### 16.ª Temporada
| Semana | Data                    | Convidado de Filomena Cautela                                                                     | Audiência    | Audiência | Audiência |
| Semana | Data                    | Convidado de Filomena Cautela                                                                     | Espectadores | Share     | Rating    |
| ------ | ----------------------- | ------------------------------------------------------------------------------------------------- | ------------ | --------- | --------- |
| 1      | 9 de janeiro de 2020    | Cristina Ferreira, Wuant e Teresa al Dente                                                        | 464 000      | 14,8%     | 4,9%      |
| 2      | 16 de janeiro de 2020   | Cláudia Raia, Francisco Louçã e Tiago Dores                                                       |              |           |           |
| 3      | 23 de janeiro de 2020   | Tim, Vitorino, Sebastião Santos, Teresa Guilherme e Vera Kolodzig                                 | 271 000      | 8,7%.     | 2,9%      |
| 4      | 30 de janeiro de 2020   | Luís Marques Mendes, Ágata e Favela Lacroix                                                       | 245 900      | 10,3%     | 2,6%      |
| 5      | 6 de fevereiro de 2020  | Maria Cerqueira Gomes, Rui Santos e Luísa Cruz                                                    | 267 000      | 9%        | 2,8%      |
| 6      | 13 de fevereiro de 2020 | Rui Veloso, Valéria Carvalho , Marisa Liz, Stereossauro e Carlão                                  |              | 9,9%      | 3,2%      |
| 7      | 20 de fevereiro de 2020 | Tiago Brandão Rodrigues , Carolina Patrocínio e Windoh                                            |              | 8,8%      | 2,8%      |
| 8      | 26 de fevereiro de 2020 | Mafalda Creative, Angie Costa, Paulo Betti, José Castelo Branco e Capicua                         |              | 8,8%      | 2,7%      |
| 9      | 5 de março de 2020      | Joacine Katar Moreira, Fernanda Lapa e Jel                                                        |              | 8,8%      | 2,9%      |
| 10     | 12 de março de 2020     | Elisa, Marta Carvalho, Nuno Markl e Vitor Gonçalves                                               |              | 7,5%      | 2,4%      |
| 11     | 19 de março de 2020     | Melhores Momentos                                                                                 |              |           |           |
| 12     | 25 de março de 2020     | Ljubomir Stanisic                                                                                 |              |           |           |
| 13     | 2 de abril de 2020      | Dário Guerreiro, Daniela Ruah e Fernando Rocha                                                    |              |           |           |
| 14     | 9 de abril de 2020      | Manuel Luís Goucha, Darko Perić e Pabllo Vittar                                                   |              |           |           |
| 15     | 16 de abril de 2020     | Ricardo Quaresma, Graça Fonseca e Janeiro                                                         |              |           |           |
| 16     | 23 de abril de 2020     | Elenco de Morangos com Açúcar Temporada 1 e Rui Patrício                                          |              |           |           |
| 17     | 30 de abril de 2020     | Sónia Tavares, Pizzi e Lili Caneças                                                               |              |           |           |
| 18     | 7 de maio de 2020       | Fábio Porchat, Sílvia Alberto, Conan Osiris, Olivier da Costa, Teresa Guilherme e Bruno Fernandes |              |           |           |
| 19     | 14 de maio de 2020      | Nuno Lopes, Luís de Matos, Tiago Rodrigues, Bruno Nogueira e Bernardo Silva                       |              |           |           |
| 20     | 21 de maio de 2020      | Nani, Catarina Martins e Albano Jerónimo                                                          |              |           |           |
| 21     | 28 de maio de 2020      | Manuel Azevedo e Helder Gonçalves (Clã), João Manzarra e Nuno Gomes                               |              |           |           |
| 22     | 4 de junho de 2020      | Luís Figo, Catarina Furtado, Ana Bacalhau e Conceição Queiroz                                     |              |           |           |
| 23     | 11 de junho de 2020     | José Alberto Carvalho, Nelson Évora e Jessica Athayde                                             |              |           |           |
| 24     | 18 de junho de 2020     | Manuela Moura Guedes, Jorge Gabriel, Aurea, Gisela João e Agir                                    |              |           |           |
| 25     | 25 de junho de 2020     | Wandson Lisboa, Marta Temido, Elenco de Avenida Q e Malta do 5                                    |              |           |           |

### 17.ª Temporada
| Semana | Data                    | Convidado de Inês Lopes Gonçalves                                                                   | Audiência    | Audiência | Audiência |  |
| Semana | Data                    | Convidado de Inês Lopes Gonçalves                                                                   | Espectadores | Share     | Rating    |  |
| ------ | ----------------------- | --------------------------------------------------------------------------------------------------- | ------------ | --------- | --------- |  |
| 1      | 15 de outubro de 2020   | António Costa Silva, Salvador Martinha e Samuel Úria                                                |              |           |           |  |
| 2      | 21 de outubro de 2020   | Ana Rocha Sousa, Lúcia Moniz, 8/80 e Rita Marrafa de Carvalho                                       |              |           |           |  |
| 3      | 29 de outubro de 2020   | João Paulo Rodrigues, Vera Fernandes, Virgul, Fernando Ribeiro e Windoh                             |              |           |           |  |
| 4      | 5 de novembro de 2020   | Miguel Sousa Tavares, Dino D'Santiago e Ivo Canelas                                                 |              |           |           |  |
| 5      | 12 de novembro de 2020  | D.A.M.A, Ana Malhoa e Filipe Melo                                                                   |              |           |           |  |
| 6      | 19 de novembro de 2020  | Pedro Pinto, Benjamim, David Carreira e Valter Hugo Mãe                                             |              |           |           |  |
| 7      | 26 de novembro de 2020  | Mário Zambujal, Joana Pais de Brito, Rui Unas, Manuel Marques, Mariza e Cláudia Pascoal             |              |           |           |  |
| 8      | 3 de dezembro de 2020   | João Baião, Nel Monteiro, Noble e Tânia Graça                                                       |              |           |           |  |
| 9      | 10 de dezembro de 2020  | Miguel Oliveira, Joana Barrios, Rony Fuego e Luís de Matos                                          |              |           |           |  |
| 10     | 17 de dezembro de 2020  | António Zambujo, Luísa Sobral, Salvador Sobral, David Fonseca e Jéssica Silva                       |              | 7,7%      | 2,6%      |  |
| 11     | 7 de janeiro de 2021    | Carolina Deslandes, Carlão, Inês Aires Pereira e Domingues                                          |              | 4,7%      | 1,6%      |  |
| 12     | 14 de janeiro de 2021   | Ricardo Mexia, The Gift, Noiserv e Helena Coelho                                                    |              | 6,4%      | 2,1%      |  |
| 13     | 21 de janeiro de 2021   | César Mourão, Filipa Gomes, Rita Sanches e Sofia Manuel                                             |              | 7,0%      | 2,4%      |  |
| 14     | 28 de janeiro de 2021   | Vitorino Silva, Lourenço Ortigão, José Mata e Cassete Pirata                                        |              | 6,6%      | 2,6%      |  |
| 15     | 4 de fevereiro de 2021  | António Raminhos, Cláudia Lopes e Bárbara Tinoco                                                    |              | 6,4%      | 2,2%      |  |
| 16     | 11 de fevereiro de 2021 | Francisco Rodrigues dos Santos, Ana Guiomar, José Avillez e Os Azeitonas                            |              | 6,7%      | 2,6%      |  |
| 17     | 18 de fevereiro de 2021 | Mariana Mortágua, Rita Guerra, Nenny e Guilherme Duarte                                             |              |           |           |  |
| 18     | 25 de fevereiro de 2021 | Paulo de Carvalho, Telma Monteiro, Beatriz Gosta, Gustavo Carona e Moonspell                        |              |           |           |  |
| 19     | 4 de março de 2021      | Carlos Daniel, Inês Castel-Branco, Alice Azevedo, Mynda Guevara, Luís Carvalho e Mariana Van Zellar |              |           |           |  |
| 20     | 11 de março de 2021     | The Black Mamba, Patrícia Mamona, Adolfo Mesquita Nunes e Maro                                      |              |           |           |  |
| 21     | 18 de março de 2021     | Mariana Vieira da Silva, Rui Paula, Tiago Nacarato, Guilherme Fonseca e Rita da Nova                |              |           |           |  |
| 22     | 25 de março de 2021     | Abel Ferreira, João Reis, Moullinex, Selma Uamusse e Fernando Neves                                 |              |           |           |  |
| 23     | 1 de abril de 2021      | José Cid, Sam The Kid, Hugo van der Ding e Martim Sousa Tavares                                     |              |           |           |  |
| 24     | 8 de abril de 2021      | Ana Mendes Godinho, José Condessa, Wet Bed Gang e Bárbara Bandeira                                  |              |           |           |  |
| 25     | 15 de abril de 2021     | Maria Rueff, Benedita Pereira, Jorge Palma e Becas do Carmo                                         |              |           |           |  |
| 26     | 22 de abril de 2021     | Carminho, Carlos Moedas, David & Miguel, Joana de Verona e Diogo Martins                            |              |           |           |  |
| 27     | 29 de abril de 2021     | Diogo Piçarra, Elvira Fortunato, Bispo e Luana do Bem                                               |              |           |           |  |
| 28     | 6 de maio de 2021       | Carolina Carvalho, António Filipe, José Carlos Malato, Luís Trigacheiro e Afonso Cruz               |              |           |           |  |
| 29     | 13 de maio de 2021      | Ana Moura, João Matos, Joana Gama e Guilherme Peixoto                                               |              |           |           |  |
| 30     | 20 de maio de 2021      | The Black Mamba, Bumba na Fofinha, Toy, Bateu Matou, Irma e Olivier Bonamici                        |              |           |           |  |
| 31     | 27 de maio de 2021      | Fátima Lopes, João Cotrim Figueiredo, Pedro Mafama, Joana Aguiar e Inês Aguiar                      |              |           |           |  |
| 32     | 3 de junho de 2021      | Vasco Palmeirim, Daniela Melchior e Carlos Coutinho Vilhena                                         |              |           |           |  |
| 33     | 10 de junho de 2021     | O melhorzito (Que é Português para Best Of), 1                                                      |              |           |           |  |
| 34     | 7 de junho de 2021      | O Melhorzito (Que é Português para Best Of), 2                                                      |              |           |           |  |

### 18.ª Temporada
| Semana | Data                    | Convidado de Inês Lopes Gonçalves                                                                                                  | Audiência    | Audiência | Audiência |
| Semana | Data                    | Convidado de Inês Lopes Gonçalves                                                                                                  | Espectadores | Share     | Rating    |
| ------ | ----------------------- | --- | ------------ | --------- | --------- |
| 1      | 7 de outubro de 2021    | Fernando Mendes, Gabriela Barros, Mariana Figueiredo, Diogo Amaral, Rui Melo e Nininho Vaz Maia                                    |              |           |           |
| 2      | 14 de outubro de 2021   | Fernando Pimenta, Marisa Liz, Ana Garcia Martins, David Cristina, Pedro Silva, Ana Moreira, Ana Bustorff e Gui Aly                 |              |           |           |
| 3      | 20 de outubro de 2021   | Gisela João, Virgílio Castelo, João Pinto, Cristina Rodrigues e Syro                                                               |              |           |           |
| 4      | 27 de outubro de 2021   | Teresa Guilherme, Maniche, Gilmário Vemba, Heloísa Périssé e Os Quatro e Meia                                                      |              |           |           |
| 5      | 4 de novembro de 2021   | Bagão Félix, Diogo Faro, Djay Bee, Pedro Alves, Mariana Monteiro, Mafalda Creative e Lura                                          |              |           |           |
| 6      | 11 de novembro de 2021  | Paulo Rangel, Inês Meneses, Tózé Brito, Ana Bacalhau, André Pinheiro e Os Primos                                                   |              |           |           |
| 7      | 18 de novembro de 2021  | Filipe La Féria, Diogo Morgado, Vítor Sobral, Marlene Vieira, Óscar Geadas, Hugo Rosa e André Amaro                                |              |           |           |
| 8      | 18 de novembro de 2021  | José Rodrigues dos Santos, Henrique Sá Pessoa, Aurea, Dino D' Santiago e Joel Ricardo Santos                                       |              |           |           |
| 9      | 2 de dezembro de 2021   | Fernando Seara, Marco Rodrigues, Dário Guerreiro, Fábio Porchat e Francisco Guerreiro                                              |              |           |           |
| 10     | 9 de dezembro de 2021   | Joaquim Monchique, Cláudia Pascoal, Iran Costa, Alexandre Monteiro, Rui Massena e Rúben Branco                                     |              |           |           |
| 11     | 9 de dezembro de 2021   | Humoristas de Porta dos Fundos, Miguel Ângelo, Hugo Sousa, Mariza Seita e SAL                                                      |              |           |           |
| 12     | 5 de janeiro de 2022    | Carolina Deslandes, João Paulo Rodrigues, Pedro Alves, Miguel Nunes, Maria João Pinho e Rita Vian                                  |              |           |           |
| 13     | 13 de janeiro de 2022   | Gonçalo Waddington, Ivo Canelas, Rui Unas, Mário Bomba, Mário Falcão, Isabel Guerreiro e Fogo Fogo                                 |              |           |           |
| 14     | 19 de janeiro de 2022   | Sérgio Godinho, Tiago Nacarato, Soraia Chaves, Marco D'Almeida, António Raminhos, Luís Filipe Borges, Marco Horácio e Mariza Seita |              |           |           |
| 15     | 27 de faneiro de 2022   | Anselmo Ralph, Rita Marrafa de Carvalho, Mariana Flor, Jota Quest, Vera Kolodzig e Jüra                                            |              |           |           |
| 16     | 2 de fevereiro de 2022  | Tia Cátia, Renata Cambre, Matilde Breyner, Rui Miguel Tovar e Ivandro                                                              |              |           |           |
| 17     | 2 de fevereiro de 2022  | Zicky Té, Justa Nobre, Marlene Vieira, Mário Rolando Peres, Rodrigo Menezes, Joana Limão e Mallu Magalhães                         |              |           |           |
| 18     | 17 de fevereiro de 2022 | José Cid, Jorge Kapinha, Mafalda Teixeira, Paulo Rocha, Anabela Moreira e Manuel Moura dos Santos                                  |              |           |           |
| 19     | 24 de fevereiro de 2022 | Pedro Abrunhosa, Inês Sousa Real, João Sousa, Melânia Gomes e Joana Espadinha                                                      |              |           |           |
| 20     | 3 de março de 2022      | Maria João Ruela, Ricardo Brancal, José Cabeça, Cuca Roseta e Rui Águas                                                            |              |           |           |
| 21     | 3 de março de 2022      | Marina Mota, Ágata, Rúben Gomes, Rita Redshoes e The Black Mamba                                                                   |              |           |           |
| 22     | 3 de março de 2022      | Ana Gomes, Gabriel O Pensador, Nuno Markl, Vasco Palmeirim e You Can't Win Charlie Brown                                           |              |           |           |

### 20.ª Temporada
| Semana | Data                  | Convidado de Inês Lopes Gonçalves                | Audiência    | Audiência | Audiência |
| Semana | Data                  | Convidado de Inês Lopes Gonçalves                | Espectadores | Share     | Rating    |
| ------ | --------------------- | ------------------------------------------------ | ------------ | --------- | --------- |
| 1      | 12 de outubro de 2023 | Filomena Cautela, Cândido Costa e Ivandro        |              |           |           |
| 2      | 19 de outubro de 2023 | Fernando Mendes, Tomás Appleton e Sara Correia   |              |           |           |
| 3      | 26 de outubro de 2023 | Ana Garcia Martins, Beatriz Godinho e Rita Vian. |              |           |           |
| 4      | 2 de novembro de 2023 | Joana Marques, Paulo Pires e Pedro Mafama        |              |           |           |

## Prémios
Troféus de Televisão TV 7 Dias/Impala
| Ano  | Prémio                     | Resultado |
| ---- | -------------------------- | --------- |
| 2019 | Entretenimento - Talk Show | Venceu    |
| 2020 | Entretenimento - Talk Show | Venceu    |
| 2021 | Entretenimento - Talk Show | Indicado  |